# Madihalli, Belur
Madihalli là một làng thuộc tehsil Belur, huyện Hassan, bang Karnataka, Ấn Độ.